# 埃尔娜·比尔格
埃尔娜·比尔格（德語：Erna Bürger，1909年7月26日—1958年6月26日），德国女子竞技体操运动员。她曾代表德国参加1936年夏季奥林匹克运动会体操比赛，获得女子团体全能金牌。